# Llac Malawi

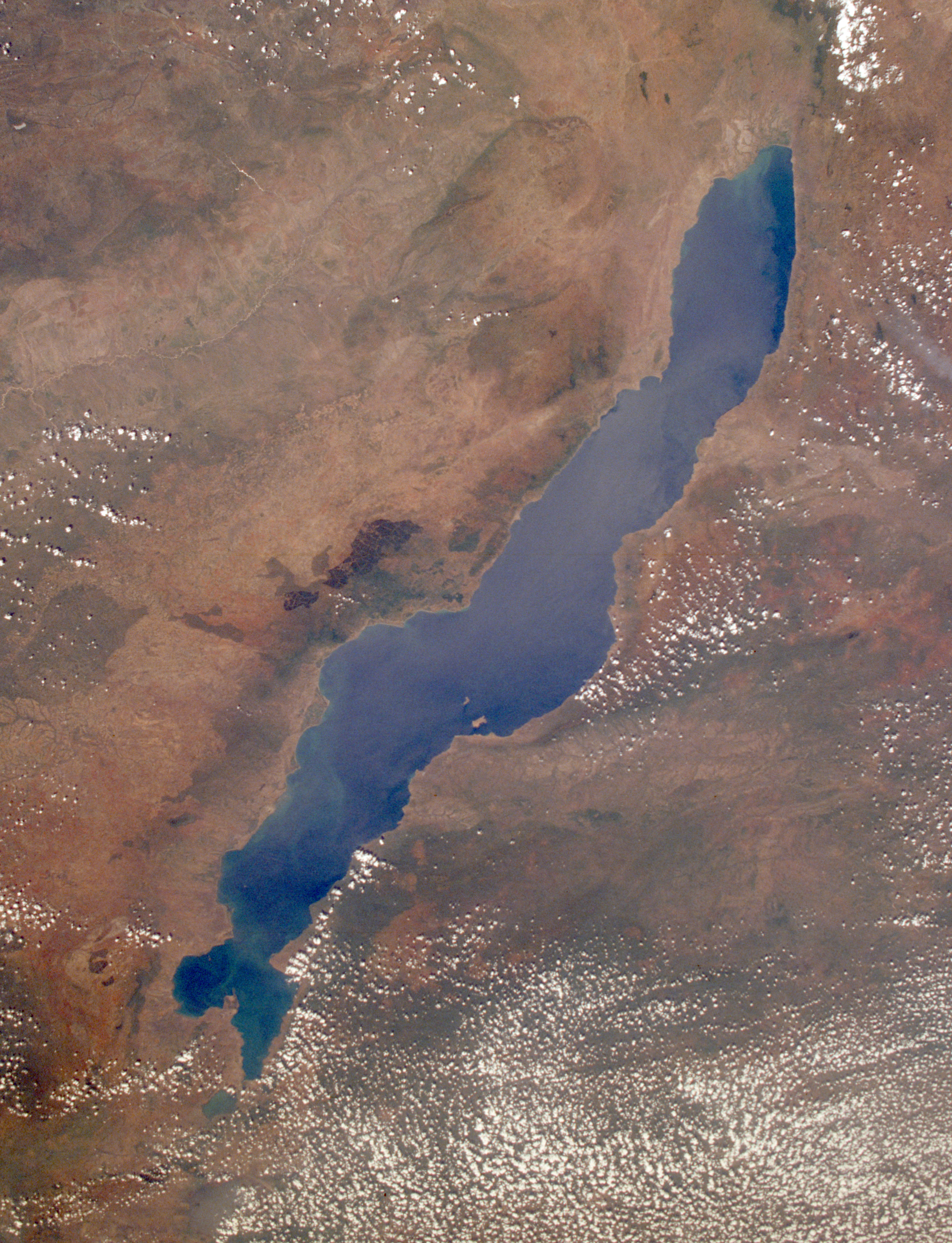
El llac Malawi des de l'espai

El llac Malawi, també conegut com a llac Nyasa, Nyassa o Niassa, nom que prové de la paraula "llac" en l'idioma chiyao, és el més meridional dels llacs que pertanyen al sistema de la vall del Rift a l'Àfrica.
El llac fou conegut pels occidentals després de les exploracions del missioner escocès Dr. David Livingstone, per la qual cosa s'ha anomenat en anglès també com a llac de Livingstone.

## Geografia
El llac té prop de 563 km de llargada i 72 d'amplada màxima, amb una superfície total d'aproximadament 29.600 km², cosa que el converteix en el 9è més gran del món. És un llac molt profund, amb una profunditat màxima de 706 m i 264 de mitjana. Amb 7.775 km³ de capacitat és el 5è mundial. Es troba a uns 500 metres sobre el nivell del mar.
Les seves ribes pertanyen a tres estats africans: Moçambic, Malawi i Tanzània. El llac Malawi desaigua al riu Shire, afluent del Zambezi, i el seu principal tributari és el riu Ruhuhu.
L'extrem sud del llac, a Malawi, forma el Parc Nacional del llac Malawi, que és un lloc inscrit a la llista del Patrimoni de la Humanitat de la UNESCO.

## Història geològica

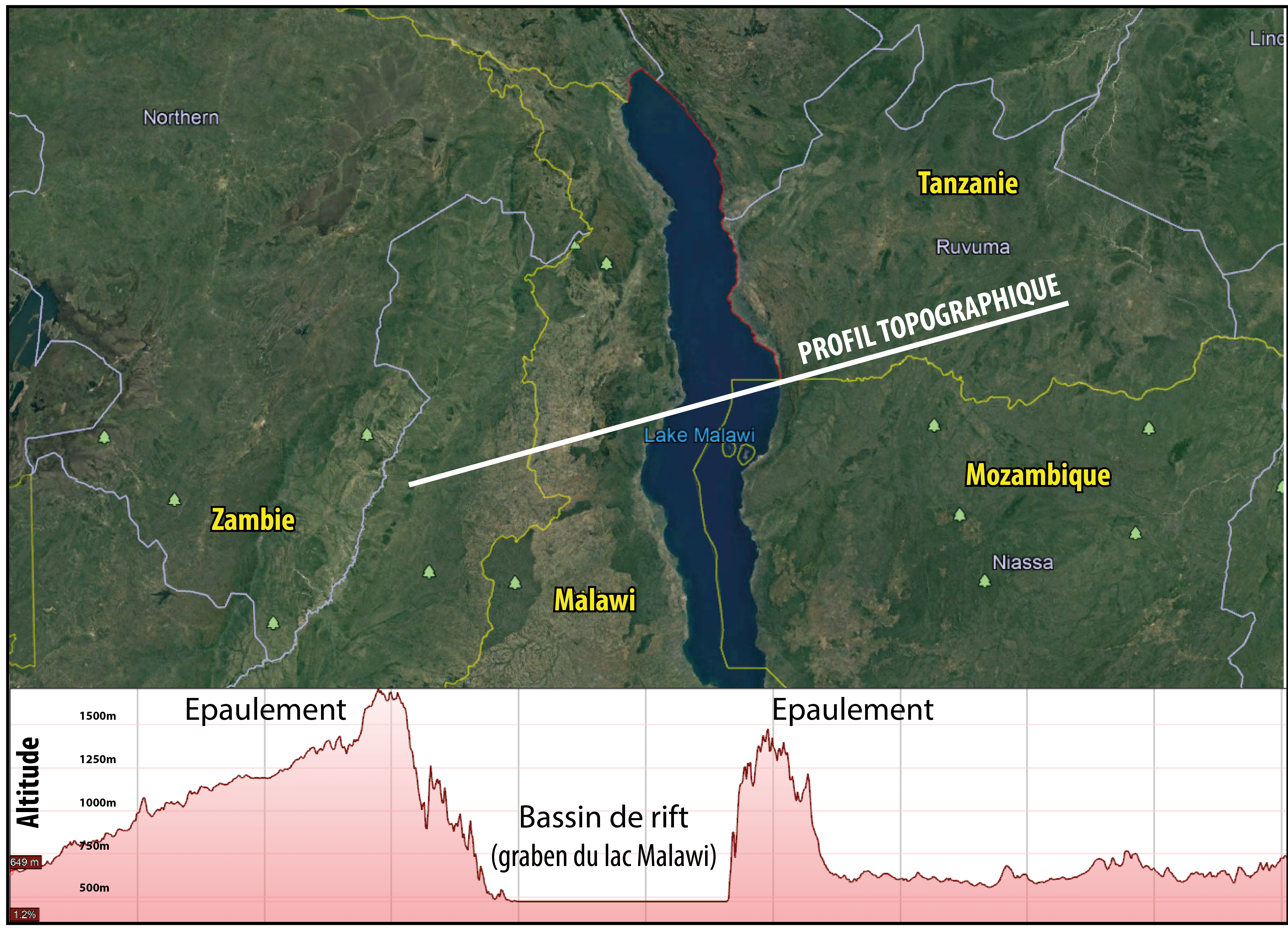
Perfil topogràfic del Rift del llac Malawi

El Rift d'Àfrica Oriental (vermell) amb els llacs de la Vall del Rift, Malawi al sud

Malawi és un dels principals llacs de la vall del Rift i un llac antic. El llac es troba en una vall formada per l'obertura del Rift d'Àfrica Oriental, on la placa tectònica africana s'està dividint en dos trossos. Això s'anomena límit de la tectònica de plaques divergents. Normalment, s'estima que Malawi té entre 1 i 2 milions d'anys, però les proves més recents apunten a un llac considerablement més antic amb una conca que va començar a formar uns 8,6 milions d'anys i va aparèixer per primera vegada la condició d'aigües profundes fa 4,5 milions.
Els nivells d'aigua han variat de manera espectacular al llarg del temps, oscil·lant entre gairebé 600 m per sota del nivell actual i 10-20 m a sobre. Durant alguns períodes, el llac es va assecar gairebé per complet, deixant només un o dos llacs relativament petits, altament alcalins i salins en el que actualment són les parts més profundes de Malawi. Una química de l'aigua semblant a les condicions actuals només va aparèixer fa uns 60.000 anys. S'estima que els períodes principals de baixa aigua van tenir lloc fa uns 1,6 a 1,0-0,57 milions d'anys (on podria haver-se assecat completament), fa entre 420.000 i 250.000-110.000 anys, fa uns 25.000 anys i fa 18.000-10.700 anys. Durant el pic del període de baixa aigua entre 1390 i 1860 dC, podria haver estat entre 120-150 m per sota dels nivells actuals de l'aigua.
El comerciant portuguès Candido José da Costa Cardoso va ser el primer europeu a visitar el llac l'any 1846. David Livingstone va arribar al llac l'any 1859 i el va anomenar Llac Nyasa. També s'hi referia amb un parell de sobrenoms: Llac de les estrelles i Llac de les tempestes. El sobrenom del Llac de les Estrelles va venir després que Livingstone va observar llums de les llanternes dels pescadors de Malawi a les seves barques, que s'assemblen, des de la distància, a les estrelles del cel. Més tard, després d'experimentar els tempestats imprevisibles i extremadament violents que arrasaven la zona, també s'hi va referir com el Llac de les Tempestes.
El 16 d'agost de 1914, el llac Malawi va ser l'escenari d'una breu batalla naval quan la canonera britànica SS Gwendolen, comandat per un capità Rhoades, va saber que la Primera Guerra Mundial havia esclatat, i va rebre ordres de l'alt comandament de l'Imperi Britànic per «enfonsar, cremar o destruir» l'única canonera de l'Imperi Alemany al llac, la Hermann von Wissmann, comandada pel capità Berndt. La tripulació de Rhoades va ttrobarea Hermann von Wissmann en una badia prop de Sphinxhaven, a les aigües territorials alemanyes de l'Àfrica oriental. Gwendolen va inhabilitar el vaixell alemany amb un sol tir de canó des d'uns 1800 m. Aquest breu conflicte de canoneres va ser aclamat pel Times a Anglaterra com la primera victòria naval de l'Imperi Britànic de la Primera Guerra Mundial

## Fronteres

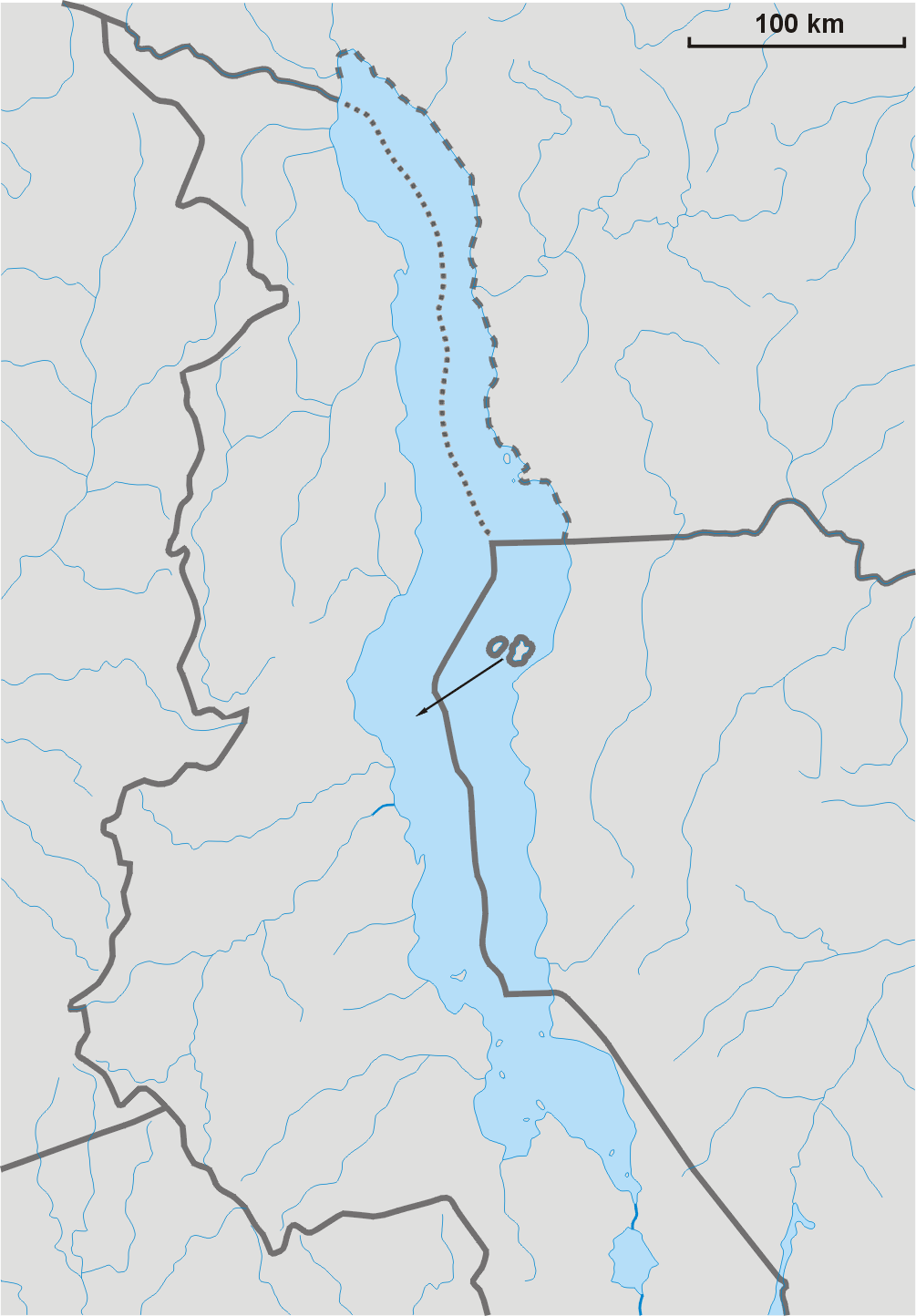
Línia discontínua: frontera actual amb Malawi
Línia de punts: reclamació de Tanzània

### Conflicte entre Tanzània i Malawi
La partició de la superfície del llac entre Malawi i Tanzània està en disputa. Tanzània afirma que la frontera internacional passa pel mig del llac. D'altra banda, Malawi reclama tota la superfície d'aquest llac que no es troba a Moçambic, incloses les aigües que estan al costat de la costa de Tanzània. Ambdues parts citen el Tractat de Helgoland-Zanzíbar de 1890 entre la Gran Bretanya i Alemanya pel que fa a la frontera. La disputa en aquesta disputa es va produir quan el govern colonial britànic, just després d'haver capturat Tanganica d'Alemanya, va posar totes les aigües del llac sota una única jurisdicció, la del territori de Nyasalàndia, sense una administració separada per a la part Territori de Tanganyika de la superfície. Més tard, a l'època colonial, es van establir dues jurisdiccions.
La disputa va arribar al seu punt culminant el 1967 quan Tanzània va protestar oficialment a Malawi; tanmateix, no es va resoldre res. Durant la dècada de 1990 i al segle XXI es van produir esclats puntuals de conflictes. L'any 2012, la iniciativa d'exploració petroliera de Malawi va posar el problema en primer pla, amb Tanzània que va exigir que l'exploració cessés fins que es resolgués la disputa.

### Frontera Malawi-Moçambic
El 1954, es va signar un acord entre els britànics i els portuguesos fent del mig del llac el seu límit amb l'excepció de l'illa de Chizumulu i l'illa de Likoma, que van ser conservades pels britànics i que ara formen part de Malawi.

## Característiques de l'aigua
L'aigua del llac és alcalina (pH 7,7–8,6) i càlida amb una temperatura superficial típica entre 24 i (-)|29 °C, mentre que les seccions profundes solen ser d'uns 22 °C. La termoclina es troba a una profunditat de 40-100 m. El límit d'oxigen es troba a una profunditat d'aproximadament 250 m, restringint eficaçment els peixos i altres organismes aeròbics a la part superior. L'aigua és molt clara per a un llac i la visibilitat pot ser de fins a 20 m, però una mica menys de la meitat d'aquesta xifra és més freqüent i està per sota de 3 m en badies fangoses. Tanmateix, durant els mesos de l'època de pluges de gener a març, les aigües són més fangoses a causa de les entrades dels rius fangosos.

## Ecologia
El llac Malawi ha constituït tradicionalment una font alimentària essencial per als habitants de Malawi, per la seva riquesa en pesca, gran part de la qual s'exporta. Amb tot, les poblacions salvatges estan cada vegada més amenaçades per la sobrepesca i contaminació. Altres animals que viuen al llac són cocodrils, i una gran població de l'àguila Haliaeetus vocifer, que s'alimenta de la població de peixos.
Al llac es troben més de 400 espècies de Cichlidae, moltes d'elles espècies endèmiques, i tota mena de cargols.

## Fronteres sobre el llac
La major part del llac es troba a Malawi, si bé la frontera lacustre entre aquest estat i Tanzània es troba encara en disputa. Tanzània reclama fronteres sobre el llac iguals a les que separaven les colònies alemanyes i britàniques abans de 1914.
Malawi, per la seva part, reclama quasi tota la superfície lacustre, incloent aigües properes a la costa de Tanzània. Ho fa basant-se en l'administració britànica posterior a 1919, que va incloure el llac sota el domini de la Nyasalàndia britànica per tal d'evitar una administració separada de l'administració de Tanganyika.
Quasi un quart de la superfície del llac es troba a Moçambic, i les illes de Likoma i Chizumulu; dins d'aquestes aigües, constitueixen un enclavament de Malawi.

## Descobriment europeu i colonització
David Livingstone va ser el primer europeu a arribar al llac el 1859 o 1860 i l'alemany Albrecht Roscher hi va arribar poc després. La major part de la zona que envolta el llac fou reclamada per l'Imperi Britànic per formar la colònia de Nyasalàndia. Tot i que Portugal va ocupar la riba est del llac, les illes de Likoma i Chizumulu, que es troben molt properes a la riba de Moçambic, foren colonitzades per missioners escocesos des de Nyasalàndia, i per aquest motiu quedaren incorporades al domini britànic.
El 1914 el llac va ser protagonista d'una breu batalla naval, quan un vaixell britànic, informat del començament de la Primera Guerra Mundial, va atacar un vaixell alemany a les aigües territorials de Tanzània, en aquell moment part de la colònia alemanya d'Àfrica oriental.
El 1946 es va enfonsar al llac el vapor Vitya, amb 295 víctimes.

## Principals illes

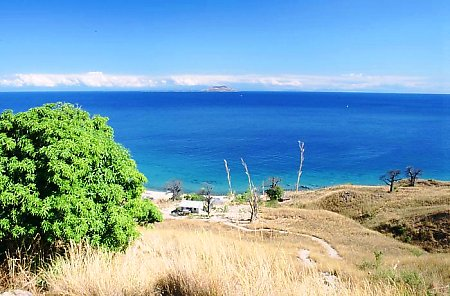
Vista del llac des de l'illa Likoma

Hi ha dues illes habitades al llac, Likoma i Chizumulu. A Likoma hi ha una gran catedral anglicana, construïda pels missioners a principis del segle xx. Una característica important d'ambdues illes és la presència de molts baobabs.
Les illes tenen una població de diversos milers d'habitants que viuen de l'explotació de bananes, mangos, tapioca i de la pesca al llac.

## Travessa del llac
Els 25 km entre el cap Ngomba i la badia de Senga del llac han estat coberts per 16 nedadors en cinc ocasions: 
- 1992: Lewis Pugh 9 hores 52 minuts (UK/SA)[27] i Otto Thanning (SA) 10 hores 5 minuts
- 2010: Abigail Brown (Regne Unit) 9 hores 45 minuts[28]
- 2013: Milko van Gool (Països Baixos) 8 h 46 minuts[29] i Kaitlin Harthoorn (EUA) 9 h 17 minuts.
- 2016: (rècord actual) Jean Craven (SA), Robert Dunford (Kenya), Michiel Le Roux (SA), Samantha Whelpton (SA), Greig Bannatyne (SA), Haydn Von Maltitz (SA), Douglas Livingstone-Blevins (SA)) 7 hores 53 minuts[30]
- 2019: Chris Stapley (Eswatini) i Jay Azran (SA) 8 hores i 40 minuts, Andrew Stevens (Austràlia) 10 hores i 50 minuts i Ruth Azran (SA) 11 hores i 8 minuts.[31]

L'any 2019, Martin Hobbs (SA), es va convertir en la primera persona a nedar tot el llac Malawi (54 dies), a més d'establir el rècord mundial de natació en solitari més llarga en un llac.